# Amasya (provincie)
Amasyjská provincie je tureckou provincií, nachází se v severní části Malé Asie. Rozloha provincie činí 5731 km², v roce 2005 zde žilo 355 114 obyvatel. Hlavním městem provincie je Amasya.

## Administrativní členění
Adıyamanská provincie se administrativně člení na 7 distriktů:
- Amasya
- Göynücek
- Gümüşhacıköy
- Hamamözü
- Merzifon
- Suluova
- Taşova